# Аистник Сосновского
Жура́вельник, или а́истник, Сосно́вского (лат. Eródium sosnowskiánum) — травянистое растение, вид рода Аистник семейства Гераниевые (Geraniaceae). Назван в честь ботаника-систематика, исследователя флоры Кавказа Д. И. Сосновского.
Узкоареальный эндемик, известный всего в двух местообитаниях в горах Армении.

## Ботаническое описание
Многолетнее травянистое растение с утолщённым веретеновидным корневищем, в верхней части которого имеются черноватые остатки черешков листьев. Стебли нитевидные почти прямые, 5—10 см высотой, все вегетативные части растения покрыты мелкожелезистым, а также немногочисленным длинным простым беловатым опушением.
Листья супротивные, продолговатые в очертании, 4—7×10—15 см, дважды перисто-рассечённые на узкие линейные сегменты. Нижние листья на довольно длинных черешках, верхние — почти сидячие. Имеются мелкие рыжеватые опушённые прилистники продолговатой формы.
Цветки собраны по 3—5 в зонтичное соцветие 1—2 см длиной с густо железисто-опушёнными неравными лучами. Чашечка пятилопастная, также густо железисто-опушённая, её лопасти почти лишены остевидных остроконечий. Лепестки фиолетовые, лопатчатой формы, 10—12 мм длиной. Тычинки в числе 10, из которых 5 стерильны, лишены пыльников; нити расширены в основании, пыльники жёлтые.
От близкого вида аистника армянского (Erodium armenum (Trautv.) Woronow, 1910) отличается меньшим опушением всех вегетативных частей растения (аистник армянский густо покрыт длинными белыми вниз направленными простыми и мелкими железистыми волосками), меньшими размерами (длина стеблей аистника армянского достигает 25—60(70) см), коротким малоцветковым соцветием (число цветков в соцветии аистника армянского обычно составляет 6—7), почти безостыми зубцами чашечки (у аистника армянского короткие остроконечия на концах чашелистиков всегда имеются), а также грязно-оранжевыми мелкими (около 2,7 мм длиной) коническими семенами (у аистника армянского они бурые, цилиндрические, 4 мм длиной).

## Распространение
Локальный эндемик Арагацского и Гегамского флористических районов Армении. Известен по всего двум субпопуляциям, расстояние между которыми — около 70 км. Одна из субпопуляций расположена на массиве Арагац, вторая — в окрестностях озера Акна на Гегамском хребте. Общая площадь занимаемой видом территории, по всей видимости, не превышает 8 км², сильно фрагментирована, постоянно уменьшается вследствие использования лугов в качестве пастбищ. Каких-либо мер по сохранению растения в настоящее время не принимается.
Произрастает по горным пастбищным лугам, на высоте 2400—4095 м.
Вследствие разрозненного ареала малой и постоянно уменьшающейся площади аистник Сосновского включён в Международную Красную книгу в категории «CR» (находящиеся под критической угрозой исчезновения).

## Таксономия и систематика
Вид был впервые описан Андреем Александровичем Фёдоровым в 10-м томе «Заметок по географии и систематике растений» Тбилисского ботанического института, вышедшем в 1941 году. Голотип был собран Ан. А. Фёдоровым 25 июля 1938 года у подножия потухшего вулкана Зиарет, одной из вершин Гегамского хребта. Хранится в гербарии Института ботаники Национальной академии наук Республики Армения в Ереване.
Назван в честь ботаника-систематика, исследователя флоры Кавказа Дмитрия Ивановича Сосновского (1886—1953).
Некоторые зарубежные исследователи подходят более широко к разграничению видов рода Аистник и включают аистник Сосновского в пределы изменчивости аистника армянского. Последний вид вовсе иногда (в частности, П. Х. Дейвисом) считается подвидом аистника полыневого. Составитель мировой сводки видов аистника (2005) Ричард Клифтон, следуя А. Л. Тахтаджяну, склоняется к самостоятельности всех трёх видов.